# Northern Ireland Act 1974
Il Northern Ireland Act 1974 (in irlandese: An tAcht um Rialtas na hÉireann; Legge sull'Irlanda del Nord del 1974) è stato un atto del Parlamento del Regno Unito che prevedeva il governo dell'Irlanda del Nord in seguito al crollo dell'accordo di Sunningdale. L'atto autorizzò lo scioglimento dell'Assemblea dell'Irlanda del Nord e trasferì i suoi poteri legislativi alla Regina in Consiglio.
La legge era intesa come una misura temporanea, che rimaneva in vigore solo per un anno. Tuttavia, prevedeva che il Segretario di Stato per l'Irlanda del Nord emettesse ordinanze annuali di proroga della durata della legge. In quanto tale, la legge è rimasta in vigore fino a quando le istituzioni create in seguito all'accordo di Belfast del 1998 non sono diventate operative alla fine del 1999.
La legge istituì anche una Convenzione costituzionale, che alla fine non riuscì a raggiungere il consenso intercomunitario sui nuovi accordi costituzionali, e fu definitivamente sciolta nel 1976.